# Librita
Librita là một chi bướm ngày thuộc họ Bướm nâu.